# Boophis englaenderi
A Boophis englaenderi a kétéltűek (Amphibia) osztályába, a békák (Anura) rendjébe és az aranybékafélék (Mantellidae) családjába tartozó faj. Nevét a német Dr. Hans Engländer tiszteletére kapta.

## Előfordulása
A faj Madagaszkár endemikus faja. A Marojejy hegységben, 300 m-es magasságban honos.

## Megjelenése
Közepes méretű békafaj, a hímek testhossza 31–39 mm, a nőstényeké nem ismert. Háta zöld, sok apró sötétzöld pettyel. Hasi oldala sárgás. Végtagjainak belső oldala kékeszöld, torka élénk zöld.